# Tlemcen Zenata
Tlemcen Zenata är en flygplats i Algeriet. Den ligger i den nordvästra delen av landet, 500 km väster om huvudstaden Alger. Tlemcen Zenata ligger 248 meter över havet.
Terrängen runt Tlemcen Zenata är huvudsakligen platt, men åt nordost är den kuperad.Runt Tlemcen Zenata är det ganska tätbefolkat, med 96 invånare per kvadratkilometer. Närmaste större samhälle är Remchi, 5,2 km norr om Tlemcen Zenata. Trakten runt Tlemcen Zenata består till största delen av jordbruksmark.